# 誓いの明日 (アルバム)
『誓いの明日』（ちかいのあした、原題：Faithful）は、アメリカ合衆国のミュージシャン、トッド・ラングレンが1976年に発表した、7作目のソロ・アルバム。1960年代の楽曲のカヴァー6曲とオリジナルの新曲6曲を収録した内容である。

## 背景
ソロ・アルバムとして発表されたが、レコーディングは1976年当時のユートピアのメンバーによって行われた。レコーディング・スタジオは、ヴィンテージ機材が充実しているシュガーヒル・レコーディング・スタジオが選ばれた。
アルバムの前半（LPの「Side One」）にはヤードバーズ、ザ・ビーチ・ボーイズ、ビートルズ、ボブ・ディラン、ジミ・ヘンドリックスのカヴァーが収録された。ザ・ビーチ・ボーイズのカヴァー「グッド・ヴァイブレーション」は、オリジナル・ヴァージョンに極めて近いことで知られ、ラジオ局のDJがオリジナルとラングレンのヴァージョンをリスナーに識別させるコンテストを行ったこともある。また、オリジナル曲の「きまり文句」は、ラングレンのバラードの中でも特にファンから愛されている曲の一つとして知られており、ライヴでも頻繁に演奏されて、『バック・トゥ・ザ・バーズ (未来への回帰・ライヴ)』や『Live at the Warfield Theater San Francisco: March 10th 1990』といったライヴ・アルバムにも収録された。

## 反響・評価
ラングレンの母国アメリカでは本作がBillboard 200で54位に達し、「グッド・ヴァイブレーション」はシングルとしてリリースされてBillboard Hot 100で34位に達した。
音楽評論家のStephen Thomas Erlewineはオールミュージックにおいて、アルバム前半のカヴァー曲については「どの曲もある程度楽しめる内容で、特にラングレンがどれほどオリジナルの感触に似せたかということは注目に値する」とする一方で、オリジナル曲について「ストレート・アヘッドなポップ・ソング」「もし全曲ともオリジナル曲だったら、純粋なポップスの名盤となっていただろう」と評している。

## 収録曲
特記なき楽曲はトッド・ラングレン作。
Side 1
1. 幻の10年 - "Happenings Ten Years Time Ago" (Jeff Beck, Jim McCarty, Jimmy Page, Keith Relf) – 3:13
2. グッド・ヴァイブレーション - "Good Vibrations" (Brian Wilson, Mike Love) – 3:43
3. レイン - "Rain" (John Lennon, Paul McCartney) – 3:17
4. 我が道を行く - "Most Likely You Go Your Way (And I'll Go Mine)" (Bob Dylan) – 3:26
5. イフ・シックス・ワズ・ナイン - "If Six Was Nine" (Jimi Hendrix) – 4:55
6. ストロベリー・フィールズ・フォーエヴァー - "Strawberry Fields Forever" (J. Lennon, P. McCartney) – 3:51

Side 2
1. ブラック・アンド・ホワイト - "Black and White" – 4:42
2. 一般人の恋愛 - "Love of the Common Man" – 3:35
3. 祈りの時 - "When I Pray" – 2:56
4. きまり文句 - "Cliché" – 4:00
5. 愛することの動詞 - "The Verb "To Love"" – 7:25
6. ブギーズ（ハンバーガー・ヘル） - "Boogies (Hamburger Hell)" – 5:08

## 参加ミュージシャン
- トッド・ラングレン - ボーカル、ギター
- ロジャー・パウエル - キーボード、トランペット
- ジョン・シーグラー - ベース
- ジョン・ウィルコックス - ドラムス